# Vexillum

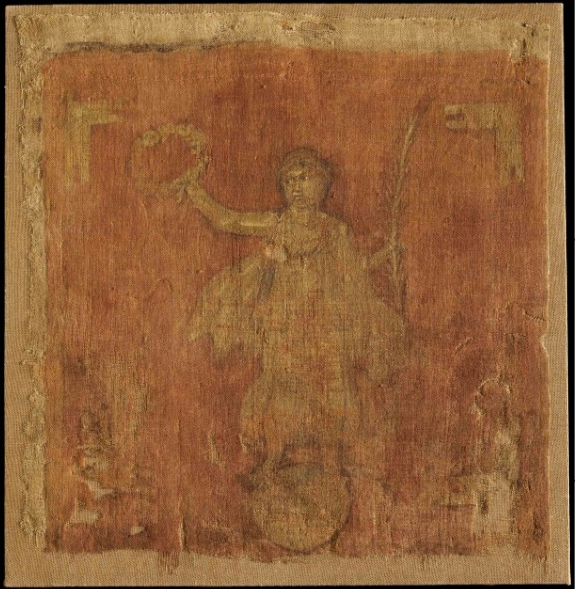
Unico esempio originale di un vexillum romano, prodotto nel III secolo d.C. Museo Pushkin delle Belle Arti, Russia

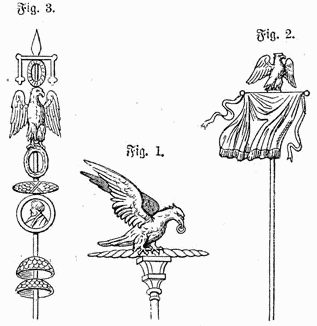
Ricostruzione di alcuni vexilla di epoca romana.

Il vexillum - latino, plurale vexilla, diminutivo di velum, velo, in italiano vessillo - era un piccolo stendardo usato dall'esercito romano.
I primi esempi di vexilla risalgono all'età repubblicana ed erano costituiti da un drappo quadrato montato sul lato superiore ad una barra fissata orizzontalmente ad un'asta. Il vexillum non necessitava di essere sventolato per risultare visibile, come invece accade per le bandiere in assenza di vento, con ciò permettendo che i suoi movimenti potessero essere altrimenti utilizzati per la segnalazione delle manovre alla truppa. Il suo portatore era detto vessillifero.
In origine insegna della cavalleria legionaria, il vexillum contraddistingueva la tenda del comandante (praetorium) e in età imperiale fu talvolta distintivo delle alae, divenendo anche insegna e denominazione dei reparti di veterani trattenuti in servizio, i vexilla veteranorum, oltreché sinonimo di vessillazione.
Un particolare tipo di vexillum fu il cantabrum o labaro, menzionato da Tertulliano e Minucio Felice, probabilmente utilizzato dalla cavalleria cantabrica e secondo alcune interpretazioni da considerarsi come il precursore del labaro imperiale. Dal vexillum derivarono poi in età tardo-imperiale i drachi e il bandum da cui discendono le moderne bandiere, fissate, a differenza del vexillum, ad un montante verticale e che di norma non cadono orizzontalmente.
Dal vexillum derivano inoltre i gonfaloni, diffusisi a partire dal Medioevo e ancor oggi utilizzati dai comuni italiani.
Nel 2006 le autorità archeologiche italiane hanno trovato sul Palatino dei resti riconducibili ai puntali dei vessilli usati probabilmente durante le parate e in altre occasioni di rappresentanza.